# İskilip
İskilip là một huyện thuộc tỉnh Çorum, Thổ Nhĩ Kỳ. Huyện có diện tích 1067 km² và dân số thời điểm năm 2007 là 42476 người, mật độ 40 người/km².